# Neomacrocoris
Neomacrocoris is een geslacht van wantsen uit de familie van de Naucoridae (Zwemwantsen). Het geslacht werd voor het eerst wetenschappelijk beschreven door Montandon in 1913.

## Soorten
Het genus bevat de volgende soorten:

- Neomacrocoris angusticeps (Haglund, 1895)
- Neomacrocoris bondelaufa Sites, 2012
- Neomacrocoris dubius Poisson, 1948
- Neomacrocoris handlirschi (Montandon, 1909)
- Neomacrocoris hungerfordi Poisson, 1948
- Neomacrocoris karimii Poisson, 1963
- Neomacrocoris katangae Poisson, 1966
- Neomacrocoris liberianus Sites, 2015
- Neomacrocoris nanus Poisson, 1948
- Neomacrocoris ndugai Poisson, 1955
- Neomacrocoris parviceps (Montandon, 1900)
- Neomacrocoris poissoni Linnavuori, 1971
- Neomacrocoris reavelli Sites in Sites & Mbogho, 2012
- Neomacrocoris schaeferi Sites in Sites & Mbogho, 2012
- Neomacrocoris transvaalensis (Distant, 1904)
- Neomacrocoris usambaricus Montandon, 1913
- Neomacrocoris vaneyeni Poisson, 1950
- Neomacrocoris vuga Sites in Sites & Mbogho, 2012